# Yvon Mvogo
Yvon Landry Mvogo Nganoma, mais conhecido simplesmente por Yvon Mvogo (Iaundé, 6 de Junho de 1994), é um futebolista suíço nascido em Camarões, que atua como goleiro. Atualmente está sem clube.

## Carreira
Yvon Mvogo iniciou sua carreira no Fribourg-AFF Jugend, se transferindo para o BSC Young Boys ainda nas categorias de base. Sua estreia na equipe principal aconteceu no dia 17 de agosto de 2013, em partida válida pela Copa da Suíça contra o Veyrier, atuando por todo o jogo e ajudando seu time a vencer por 8-0. Mvogo recebeu sua primeira convocação para a Seleção Suíça de Futebol durante as eliminatórias para a UEFA Euro 2016, para a partida contra a Lituânia, em junho de 2015, mas sua estreia oficial veio a acontecer somente em 2018, em partida contra a Islândia, válida pela Liga das Nações da UEFA de 2018–19.

## Vida pessoal
Mvogo é nascido nos Camarões e se mudou ainda jovem para a Suíça.

## Títulos

#### PSV Eindhoven
- Supercopa dos Países Baixos: 2021
- Copa dos Países Baixos: 2021–22

#### Lorient
- Ligue 2: 2024–25